# Guarani de Goiás
Guarani de Goiás è un comune del Brasile nello Stato del Goiás, parte della mesoregione del Leste Goiano e della microregione di Vão do Paranã.